# 허셀프
《허셀프》(영어: Herself)는 2020년에 개봉한 아일랜드, 영국의 드라마 영화이다.
 필리다 로이드가 감독을 말콤 캠벨과 클레어 던이 각본을 맡았다.
 미국은 2020년 12월 30일에 대한민국은 2022년 5월 12일에 개봉되었다.

## 줄거리
자신에게 폭력을 행사하던 남편과 이혼하고 홀로 두 딸을 키우는 산드라

그러나 살 집을 구하는 것도 직장을 구하는 것도 쉽지 않던 어느 날

유튜브에 올라온 적은 돈으로 집을 짓는 영상을 보고 직접 집을 짓기로 하지만

도움을 줄 사람을 구하기가 쉽지 않은데 공무원들과 남편의 방해가 있어지는데...

## 출연진

### 주연
- 클레어 던 - 산드라 역
- 해리엇 월터 - 페기 역
- 캐시 벨튼 - 조 역
- 콘레스 힐 - 에이도 역
- 몰리 매캔 - 몰리 켈리 역

### 조연
- 레베카 오마라
- 숀 듀건